# Ladritschbach
Der Ladritschbach oder Ladritscher Tobelbach, in alten Karten auch Ladritsch Bach, ist ein Nebengewässer der Lutz im Großwalsertal in Vorarlberg.

## Geographie

### Verlauf
Der Ladritschbach entspringt südlich des Portlahornes im Gemeindegebiet von Damüls und fließt von dort gegen Süden, bricht dabei im Ladritschtobel durch den Flysch zwischen Walserkamm und Glatthorngruppe, wo er auch die Gemeindegrenze zwischen Blons und Sonntag bildet, und mündet schließlich bei Garsella von rechts in die Lutz.
Die L 51 Laternser Straße Rankweil – Laterns – Furkajoch – Damüls – Au passiert den Ladritschbach nahe der Quelle, das Flusstal selbst ist vollkommen weglos.

### Zuflüsse
- Hüttabach (links), 0,9 km
- Portlabach (rechts), 1,6 km
- Kühtobelbach (rechts), 1,6 km
- Stotzigschluachtbach (links), 1,3 km
- Hochtobelbach (links), 0,8 km
- Kammerbach (rechts), 2,5 km
- Morchtöbilibach (links), 0,8 km
- Langerzugbach (links), 0,6 km

## Natur
Der Ladritschbach fließt als ein wilder Gebirgsbach durch eine größtenteils noch natürliche Schlucht mit steiler Hanglage. Sein Bachbett ist meist grobschottrig, abschnittweise kommen auch große Felsbrocken und tiefe Kolken vor.
Im Großraumbiotop Ladritsch herrschen vor allem in den unteren Zonen Eiben-Buchenwäldern vor. In höheren Lagen sind dagegen sind Tannen und Fichten anzutreffen und in den Schluchten gedeihen Ahorn und Esche. Dort wo das Gelände vereinzelt sehr felsig ist, dominieren Rasengirlanden und Felsfluren.
Folgende gefährdeten Pflanzenarten sind im Latrischtal anzutreffen: Weißtanne, Eibe, Berg-Ulme, Kiel-Lauch, Allermannsharnisch, Hahnenfuß-Hasenohr, Stängellose Kratzdistel, Gelber Frauenschuh, Sumpf-Stendelwurz, Behaartes Johanniskraut, Stechpalme, Mehlprimel, Schwalbenwurz-, Purpur- und Frühlings-Enzian.
An Tieren sind besonders das Rot-, Reh- und Gamswild zu erwähnen.
Auch Wasseramsel, Mauerläufer und Steinadler wurden nachgewiesen.
Im Ladritschbach selbst kommt u. a. die Bachforelle vor.